# Dendrosicyos socotranus
L'albero del cetriolo (Dendrosicyos socotranus Balf.f) è una pianta della famiglia Cucurbitaceae. Inusuale  tra le cucurbitaceae perché è un albero. , unica specie del genere Dendrosicyos Balf.f.
È una pianta arborescente caudiciforme, tipica di luoghi aridi, caldi, e molto soleggiati.
È endemico di Socotra, isola principale dell'omonimo arcipelago al largo dello Yemen.

## Conservazione
La IUCN Red List classifica D. socotranus come specie vulnerabile perché è soggetto del overgrazing.